# طبقة شائكة
الطبقة الشائكة (باللاتينية: Stratum spinosum) أو الطبقة الشوكية (بالإنجليزية: spinous layer)‏ أو طبقة الخلية الشائكة (بالإنجليزية:  prickle cell layer)‏ هي طبقة في البشرة توجد هذه الطبقة بين الطبقة القاعدية والطبقة الحبيبية. يبدأ التقرن في هذه الطبقة.
تتكون هذه الطقة من خلايا قرنية متعددة السطوح تحتوي على نوى تصطبغ بلون شاحب لكنها فعالة تنتج بروتينات لُييفية تسمى سايتوكيراتين والذي يتجمع داخل الخلية لتكوين لييفات موترة التي بدورها تكون جسيمات رابطة. هذه الجسيمات الرابطة توفر ارتباط قوي بين الخلايا القرنية المتجاورة.

## صور أضافية

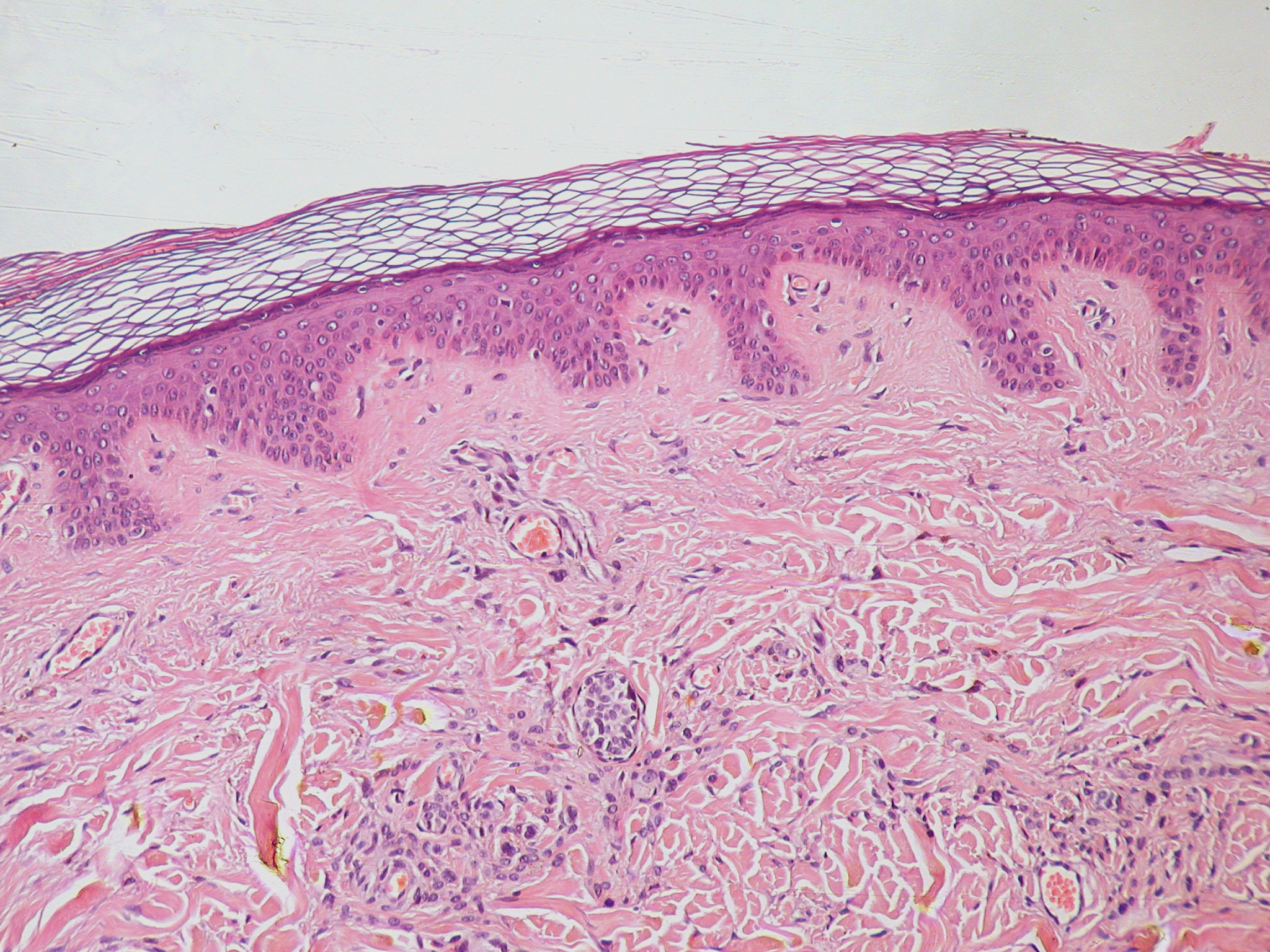
البشرة والأدمة في جلد الإنسان
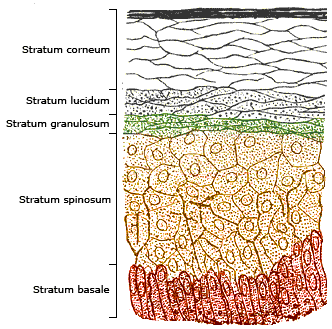
مقطع للبشرة